# Voice 2
《Voice 2》（韓語：보이스 2），為韓國OCN於2018年8月11日起播出的原創系列，由《失蹤的黑色M》李勝英導演執導與《Voice》馬珍媛作家合作打造。
本劇時間點為第一季結束後一段時間，由於「112報案中心黃金時間隊」在第一季的活躍，警察廳認可表現因此擴編人手，同時也希望「112報案中心黃金時間隊」能夠在新的都市（豐山市）中示範發揮阻卻犯罪的效果。因此本季講述112報案中心黃金時間隊將追逐更兇殘的犯人，並順利解決案件的過程。台灣播出時間，8月12日起每周日一早上10點，愛奇藝台灣站獨家播出。 

製作單位與OCN電視台於2018年9月10日確定製作第三季，故本季將會縮短為12集。
該劇首播收視率為3.938%，創下OCN電視台的劇集首播第一高的收視成績，更在第12集以7.086%的收視率刷新了OCN歷代劇集最高收視紀錄。

## 演員陣容

### 主要人物
| 演員   | 角色                          | 介紹 | 粵語配音 | 台灣配音 |
| 李荷娜 | 姜勸酒                        | 112報案中心主任，聽力超群且在美國受到犯罪聲音側寫訓練。 第一季時，父親姜國煥在值勤時被銀型洞事件真兇殺害，而父親被殺害的當下，姜勸酒因正好與父親通話，也在此事件中勸酒聽到真兇的聲音，後與武鎮赫聯合調查藏在幕後的真兇。 本季則是在新的都市（豐山市）中帶領試辦的112報案中心黃金時間組，希望也能在豐山市發揮阻卻犯罪的效果。於第二季第12集掉入真兇陷阱裡，生死未卜。 | 姜嘉蕾   | 魏晶琦   |
| 李陣郁 | 都強優（都康宇） 康祐（光介） | 原本是豐山警察廳的重案組刑警。幼年時住在日本大阪，日本名為「康祐」，但父親有精神疾病，因此利用他引誘鄰居女兒美穗一起玩，過程中殺了美穗；同時父母當時沒有把他送去上學，而戶籍在母親婚後的繼父底下，且母親已身亡1年。三年前曾在船上被迫目擊真兇控制有精神病的犯人虐殺自己的同事羅炯俊，過程中因反抗也同時也被真兇劃傷太陽穴而留下疤痕，由於真兇巧妙的手法，讓都康宇被警察廳當成殺害警察的嫌疑人，但證據不足而停職中。後又因張慶學警察被殺案件而被調查，然而此時被姜勸酒祕密將其吸收進112報案中心黃金時間組。 112報案中心黃金時間組的機動隊長，擅長犯罪心理學，能夠用犯人的思維剖析犯罪現場。平時服用卡馬西平，且有Blackout（昏迷）症狀。 | 杜景煜   | 李世揚   |

### 112報案中心黃金時間組
| 演員   | 角色         | 介紹 | 粵語配音 |
| 孫恩書 | 朴恩秀       | 112報案中心黃金時間隊員，具備多國語言能力。 | 劉曉樺   |
| 金宇錫 | 陳書律       | 112報案中心黃金時間組新成員。 負責資訊相關方面的成員。 某日被真兇入侵其住家中的電腦，同時引爆主機板書律受傷，進而警告112報案中心黃金時間組不要繼續追查下去。後來由於查到暗網（名為「醫生法布爾的昆蟲世界」），所以被真兇挾持著逼姜勸酒主任三分鐘內抵達書律家，但在姜勸酒到達前書律已被真兇剪去手指。 | 方榮基   |
| 安世河 | 郭督氣 /螳螂 | 代號「螳螂」。 24歲，大韓學校畢業，當時夢想想成為賽車手。後來成為有詐欺前科的情報員。都康宇辦案時的搭檔，開車技術很好。在某些日曾經將都康宇的藥藏起來，使康宇無法脫離blackout狀態；同時也曾經製造數個假的案發殺人現場，想陷害康宇入罪；並在都康宇被警察追逐時，在旁監視狀況。                        | 袁德基   |
| 柳承穆 | 羅洪洙       | 豐山地檢科長。三年前被殺害的羅炯俊的哥哥，炯俊是繼母的兒子，所以兩人不是親兄弟，5年來一直和繼母爭奪遺產。因都康宇是事件的嫌疑人因此討厭他。10年前提拔都康宇進重案組。最後被真兇以有亞馬遜蜘蛛毒液的瓶裝礦泉水毒暈，放在房間牆後面，經救治之後進醫院治療。                                            |          |
| 金基南 | 梁春炳       | 豐山地檢警員。在「廉基泰性侵加害者事件」後，由豐山廳長指派加入112報案中心黃金時間組，目的是希望提升黃金時間組能更快速出動，且更了解奉山市地形與交通等。 |          |
| 金仲基 | 朴重基       | 112報案中心黃金時間隊員（刑警）。 |          |
| 宋寶劍 | 高光洙       | 112報案中心黃金時間隊員（刑警）。 |          |
| 權赫賢 | 全勇植       | 112報案中心黃金時間隊員。 |          |
| 米素尹 | 河以宣       | 112報案中心黃金時間隊員。 |          |
| 李秀仁 | 河景華       | 112報案中心黃金時間隊員。 |          |
| 羅錫民 |              | 112報案中心黃金時間隊員。 |          |
| 權振宇 |              | 112報案中心黃金時間隊員。 |          |
| 金真雅 | 宋素熙       | 112報案中心黃金時間隊員。 |          |

### 警察廳相關人物
| 演員   | 角色   | 介紹                                 | 粵語配音 |
|        | 高碩煥 | 首爾警察廳廳長，和姜勸酒父親的同事。 |          |
| 趙英鎮 | 裴炳坤 | 成雲地方警察廳廳長。                 |          |
| 金洪發 |        | 豐山地方警察廳廳長。                 |          |

### 案件相關人物

#### 第二個黃金時間、狩獵的開始（成雲地鐵三水站人質挾持事件&張慶學組長被殺事件）
| 演員   | 角色   | 介紹 | 粵語配音 |
| 尹炳熙 | 姜斗元 | 在地鐵中挾持人質的嫌犯。 精神分裂症患者，目前無業中，住在清閣洞半地下室建築中。 但因炸彈的連接線鬆動而引爆列車失敗。 第五集時自白說有看到有月桂樹枝警帽，了解警察內部的作業方式與偵查程序等，並教他如何使用炸彈，懷疑是豐山廳刑中某位警長。                                                                           | 鄧永健   |
| 李海榮 | 張慶學 | 原本是已退休的成雲地方警察廳重案組處長，但因武鎮赫留職停薪而回來接替112報案中心黃金時間組組長位置，事發前一天與姜勸酒閒聊，提及女兒汝蔚快要返國，也對112報案中心黃金時間組新勤務十分關心。 在地鐵人質挾持事件挾持案發生同時，正被嫌犯挾持且被割下耳朵，後來又被嫌犯遙控汽車撞擊路人，最後被嫌犯將車子推下山坡而死亡。 | 袁德基   |
| 鄭鎮   | 張首福 | 40歲，有牽引車相關工作經驗，疑似精神不穩，曾經拿鐵鍊攻擊警察而入獄，同時也是刺殺討論網站的黃金會員，然而卻被查出在監獄時是完全不會使用電腦的電腦盲。受真兇指使殺害張慶學，但又被真兇啟動事前在車上安裝的爆衝裝置，衝撞護欄而死亡。                                                                                    | 黃啟明   |
| 許智元 | 郭民秀 | 豐山大學機械工程系第一名畢業。專長是車輛改造，整個派出所車輛都是由他進行，但都康宇被捕當天卻無故缺勤。 躲藏在汽車旅館中，並偽造護照準備偷渡，卻被加強戒備的海警逮捕。最後又在海警廳會議室內被殺。 |          |
| 朴玉出 |        | 在地鐵中被姜斗元挾持的女人。 |          |
| 蘇熙靜 | 文美淑 | 張慶學的妻子。 | 林司聰   |

#### 審判時間（廉基泰性侵加害者事件&溪營區幼童綁架事件）
| 演員   | 角色   | 介紹 | 粵語配音 | 台灣配音 |
| 延濟旭 | 廉基泰 | 兒童性暴力加害者，常裝扮成小丑，並以遊戲引誘孩童上鉤。六年前因對熙珠下毒手而入獄；出獄後又欲再次對智旭下手。               |          | 宋昱璁   |
| 鄭羅鎮 | 黃基赫 | 熙珠和智旭的爸爸。在自家開海產店，個性衝動。                                                                               |          |          |
| 鄭恩慶 | 吳純林 | 45歲，熙珠和智旭的媽媽。在自家開海產店。                                                                                   |          | 魏晶琦   |
| 李瑜美 | 黃熙珠 | 當年兒童性暴力受害者。目前為中學生，但由於當年留下的傷痛，造成她長年飽受創傷後壓力症候群困擾。因此想設局讓廉基泰再度入獄。 |          | 楊凱凱   |
| 李柱原 | 黃智旭 | 7歲，熙珠的弟弟。幼稚園學生。                                                                                              |          |          |

#### 噓！這是你的秘密（玉山洞獨居老人殺人未遂事件）
| 演員   | 角色   | 介紹 | 粵語配音 | 台灣配音 |
| 延允慶 | 元順熙 | 第四集中被偽裝成自殺的老奶奶。房間中的狗和金魚也被殺掉、繩結為軍用繩結等等跡象，讓都康宇發現是他殺。 |          | 楊凱凱   |
| 李光世 | 金尚久 | 發現順熙老奶奶窒息的老爺爺。 |          |          |
| 朴泰成 | 姜鍾碩 | 順熙奶奶的兒子，經營生意失敗。 |          |          |
| 陳武   | 金卓偉 | 37歲，延邊朝鮮族人，左眼裝有義眼。白頭派行動組長，因為犯案而被判死刑，最近偷渡回韓國。擔任詐騙集團中監視組的任務。 |          |          |
| 朱敏荷 | 安熙珍 | 黃金時間組朴重基刑警的妻子，常常說自己已經當了8年警察的老婆。 受騙成為詐騙集團的車手，因故順熙奶奶突然回家，撞見金卓偉行兇而逃跑，後被黃金時間組救起。 |          | 魏晶琦   |
| 張熙貞 | 王玉麗 | 39歲，中國人，擅於變裝，過去有人口販賣、詐騙、強盜、殺人等多項重案前科，為國際刑警組織紅色通緝對象，且常用小刀突襲警方。本次為詐騙集團的大哥，打算乘船回中國青島時被警察逮捕。有虛談症（confabulation）和表演型人格障礙。透過志願者服務接近老人，並設計後續詐取金錢。 |          | 楊凱凱   |

#### 網路主播高大衛遇襲案（手握打賞金的共犯者）
| 演員   | 角色   | 介紹 | 粵語配音 |
| 朴殷碩 | 高大衛 | 前偶像男團NT7的成員，有「讓我特別症候群」，且自十幾歲起長期服用抗憂鬱藥物的習慣，因此有幻聽、幻視等現象。後轉行為知名網路主播，直播的節目名稱為《高大衛的X檔案》，以到恐怖陰森的地方探險，尋找鬼怪、神靈、殭屍等直播為主。但其實背後引誘女高中生並對其施用毒品「浴鹽」，讓其成為喪屍狀態後，再開始拍攝自己的節目。 |          |
| 李相二 | 王鼻子 | 夢想有專業自己專屬高檔攝影器材的青少年，但因缺錢而長期幫助高大衛拍攝直播節目，並一起前往恐怖陰森的地方探險。 |          |
|        | 高真秀 | 計程車司機，開車路過山區道路，好心詢問趙雅真的狀態，但脖子被進入喪屍狀態而無判斷能力的趙雅真用力撕咬。 |          |
| 柳慧仁 | 趙雅真 | 夢想為造型師的高中女生，但被高大衛誘拐，又被強制注射毒品「浴鹽」，因而成為女喪屍，一旦見人就用力撕咬。 |          |
| 趙蓮   |        | 趙雅真的大姨。 |          |

#### 我今天收到花了（朴恩秀警長綁架案）
| 演員   | 角色                 | 介紹 | 粵語配音 | 台灣配音 |
| 金詩英 | 黃末順               | 與方濟水住處同一小區婦女會會長。 因時常抱怨而被方濟水殺害，並被割去舌頭後棄屍在豐山市沿海的小船上。 |          |          |
| 高東業 | 李赫鎮               | 與方濟水住處同一小區的警衛，老婆死後開始接受憂鬱症治療。與黃末順關係不好，自行服用毒藥後自殺，並死在豐山市沿海的小船上。 |          |          |
| 吉夏蘿 | 金伊瑟               | 空服員，孫浩民的前女友之一，曾被孫浩民蓄意駕車撞傷腿部，導致腿部永久性殘廢而被迫離開空服員職位。 |          | 傅其慧   |
| 車敏智 | 高藝智               | 孫浩民的前女友之一，被孫浩民監禁暴力毆打後，又被孫浩民強迫和解。父親則是準備要跟電視台與新聞媒體揭發孫浩民的惡行，卻在一場疑點重重的交通事故中身亡。 |          | 傅其慧   |
| 趙寶英 | 趙惠善（台譯：慧瑄） | 護理師，孫浩民的前女友之一，在先前孫浩民旗下的豐山渡假村公司中死亡，雖疑點重重，但該公司法務組竟願意給予高達7億韓元賠償金。其姊姊也是護理師。 |          | 魏晶琦   |
|        | 趙于善（台譯：宥瑄） | 代號「先驅者」。 護理師，趙惠善的姊姊，在奉山醫院服務，但因胰臟癌而離職。再次潛入奉山醫院假扮護理師，實則要藉由注射殺害孫浩民。注射失敗後，卻被方際秀暗中派出的護理師（許秀智，代號「蜘蛛」）於樓梯間注射可讓情緒極端憤怒失控的藥物，並對趙于善施予心理暗示「都康宇是殺人犯」的訊息。 |          | 馮嘉德   |

#### 憎惡的誕生（羅洪洙重案組科長謀殺案）
| 演員   | 角色         | 介紹 | 粵語配音 | 台灣配音 |
|        | 鄭韓秀       | 發現羅洪洙科長弟弟羅亨俊屍體並報案的漁民。 |          |          |
|        | 美穗         | 都康宇小時候在日本大阪生活時，住同小區的律師之女兒，常常來和都康宇玩。某日和康宇玩捉迷藏，卻被康宇的爸爸所殺害並割下耳朵。 |          |          |
|        | 蝴蝶         | 代號「蝴蝶」。 從日本特地搭機至韓國找方濟水，同時也是方濟水背後的金主。 |          |          |
|        |              | 綽號花花豬，女性駭客，陳書律要員的好友。 |          |          |
| 柳藝利 | 許秀智/ 蜘蛛 | 代號「蜘蛛」。 31歲，加善炸雞女老闆，指甲彩繪底色為黑色且上面有白色的蜘蛛圖案。曾在孫浩民經營的新光精神醫院精神科擔任過護理師，有使用精神藥物的嫌疑。長期幫助真兇犯案，曾被派前往豐山醫院對趙於善注射藥物並施以心理暗示，也曾被派至陳書律要員居住的大樓，切斷大樓監視器電源。被警方逮捕時，自行服用藏在項鍊中的氰化鉀自殺身亡。 |          | 楊凱凱   |

#### 英石洞夢想考試院恐怖襲擊事件
（本事件無新出場的角色。但同時也導致姜勸酒中心長為救受困兒童，進入房間後炸彈爆炸而生死未卜。）

### 其他人物
| 演員     | 角色   | 介紹 | 粵語配音 |
| 金宗九   |        | 孫浩民的爸爸。 |          |
| 徐慶花   |        | 孫浩民的媽媽。 |          |
|          |        | 被豐山商場社長（代號「蟋蟀」）請來檢查電梯的電梯維修員，但在廁所中被蟋蟀殺害，目前還在重症室裡。 |          |
| 楊勝傑   |        | 海洋警察署署長，羅洪洙的同期。 |          |
| 金益泰   | 成博士 | 姜勸酒請其來分析都康宇之精神狀況。 |          |
| 全益玲   | 陳美妍 | 方濟水的媽媽，住在豐山市世明洞一帶。某日不幸被眾男人輪姦後懷孕，後來生下方濟水。2003年時（當時36歲），把讚美詩放得很大聲，同時用熱水對兒子家暴，被當時正在巡邏的義警羅炯俊發現而向豐山廳警局報案，最終被捕。當警方詢問兒子狀況時，兒子的說詞卻是支持母親且對警方頗有敵意。但後來因生病而住院，又被兒子接回家住。 |          |
| 申姸美   | 鄭寒星 | 高大衛直播節目《高大衛的X檔案》的收視者。 |          |
| 姜愛心   |        | 醫生 |          |
| 劉藝麗   |        | 護士 |          |
| 言海星   | 姜率   | BJ |          |
| D-CRUNCH |        | 高大衛和姜率所屬的偶像組合「NT7」的成員。 |          |
| 玉周梨   |        | 御老公寓的住民。 |          |
| 鄭惠蓮   |        | 方濟水媽媽的照顧服務員，但沒有耐心，常常以逼迫、虐待方式，逼方濟水媽媽進食。其父親為刑警鄭真哲。 |          |
| 鄭東根   |        | 爆破大隊隊長 |          |
| 吳允紅   | 邱惠靜 | 羅組長的同居人 |          |

### 特別演出
| 演員   | 角色                       | 介紹 | 出演集數 | 粵語配音 | 台灣配音 |
| 張赫   | 武鎮赫                     | 112報案中心黃金時間組組長，為了兒子治療而留職停薪，並陪伴兒子東宇一同前往美國治療。第四集時以e-mail告知姜勸酒，若兒子病情好轉就回國幫忙黃金時間組。 | 1        |          |          |
| 藝聲   | 吳賢浩                     | 曾在美國駭客奧運中獲得第一名，黃金時間組內負責IT方面的成員。目前前往日本留學。 | 1        |          |          |
| 白成鉉 | 沈大植                     | 視鎮赫如親哥哥般信任並追隨，鎮赫的警察廳後輩。第一季末被毛泰九攻擊至重傷，三個月前醒來，目前進行復健中。 | 1        |          |          |
| 金材昱 | 毛泰九                     | 成雲通運社長。因小時候目睹父親凌虐殺人，天生的精神病再加上後天環境影響，使他變成變態殺人魔。送至精神病院一段時間後身亡。 | 1        |          |          |
| 洪景仁 | 羅炯俊                     | 都康宇的搭檔，也是豐山警察廳的重案組刑警，羅洪洙的弟弟，但不是親兄弟，炯俊是繼母的兒子。 但某次案件因家中小孩生病，急需金錢而收受犯人贓款，都康宇知情卻考量其家庭因素而未向上級報告，自己默默承擔收受贓款的罪名。三年前在船上被真兇綁在都康宇眼前，並被真兇教唆犯人虐殺的刑警。 | 1、4     |          |          |
| 權律   | 方濟水 台譯：邦濟輸 採蔘人 | 代號「採蔘人」。 本季幕後真兇。少年時期曾經受到家暴，由當時的羅炯俊義警帶著其暫時住到哥哥羅洪洙家，當時的方濟水帶著蜘蛛為寵物，後來前往收容院，但因不習慣收容院的生活，而申請離開，後來被宗教團體收養，但看到過去曾欺負自己的犯人們假釋，因此對警察產生憎恨。長大後成為萬達區的海警，曾受過UDT訓練，目前負責出張所的業務。方海警外號槌子，成績優異。第四集時試圖以香燭掩蔽母親死亡。有興奮時就彈橡膠手套的習慣。 | 4-12     |          | 宋昱璁   |
| 在喜   | 孫浩民                     | 新光精神醫院院長，專責幫助警察廳警察的防止創傷後壓力症候群及精神健康諮詢，也擔任電視健康節目《健康建議》的錄影嘉賓。 朴恩秀前男友，但一直糾纏恩秀，並放出恩秀出軌而離開自己的假消息，實際上是恐怖情人、約會暴力的慣犯，且有喜歡穿著制服的女性之癖好。每次在毆打女性後，都會贈送花束。 | 8、9     |          |          |
| 李正信 | 李在熙/ 蟋蟀               | 代號「蟋蟀」。 有嚴重憤怒調節障礙的豐山商場社長，畢業於大韓學校。在自家商場中，謊稱電梯故障，引誘朴恩秀進入樓梯，讓孫浩民有機會對其施暴。後來又在廁所殺害電梯維修員。 | 8、9、12 |          |          |

## 原聲帶
- Part.1（發行日期：2018年8月25日）

| 曲序 | 曲目                   | 演唱   | 时长 |
| ---- | ---------------------- | ------ | ---- |
| 1.   | Voice(목소리)          | 金延智 | 3:25 |
| 2.   | Voice(목소리)（Inst.） |        | 3:25 |

- Part.2（發行日期：2018年9月1日）

| 曲序 | 曲目                     | 演唱       | 时长 |
| ---- | ------------------------ | ---------- | ---- |
| 1.   | I Got Your Back          | BLACK NINE | 3:26 |
| 2.   | I Got Your Back（Inst.） |            | 3:26 |

- Part.3（發行日期：2018年9月8日）

| 曲序 | 曲目                | 演唱  | 时长 |
| ---- | ------------------- | ----- | ---- |
| 1.   | I Hear You          | YESEO | 3:15 |
| 2.   | I Hear You（Inst.） |       | 3:15 |

- Part.3（發行日期：2018年9月8日）

| 曲序 | 曲目                       | 演唱            | 时长 |
| ---- | -------------------------- | --------------- | ---- |
| 1.   | Perfect Asymmetry          | Desolate Circle | 3:20 |
| 2.   | Perfect Asymmetry（Inst.） |                 | 3:20 |

- Part.4（發行日期：2018年9月15日）

| 曲序 | 曲目                | 演唱    | 时长 |
| ---- | ------------------- | ------- | ---- |
| 1.   | Stay There          | DMEANOR | 3:31 |
| 2.   | Stay There（Inst.） |         | 3:31 |

- Part.4（發行日期：2018年9月15日）

| 曲序 | 曲目                            | 演唱   | 时长 |
| ---- | ------------------------------- | ------ | ---- |
| 1.   | Let Me Hear Your Voice          | myunDo | 3:20 |
| 2.   | Let Me Hear Your Voice（Inst.） |        | 3:20 |

## 收視率
| 集數       | 播出日期   | AGB收視率        | AGB收視率      |
| 集數       | 播出日期   | 大韓民國（全國） | 首爾（首都圈） |
| ---------- | ---------- | ---------------- | -------------- |
| 1          | 2018/08/11 | 3.938%           | 4.579%         |
| 2          | 2018/08/12 | 4.699%           | 5.553%         |
| 3          | 2018/08/18 | 4.462%           | 5.165%         |
| 4          | 2018/08/19 | 4.950%           | 5.737%         |
| 5          | 2018/08/25 | 5.156%           | 5.627%         |
| 6          | 2018/08/26 | 5.427%           | 5.599%         |
| 7          | 2018/09/01 | 2.440%           | 2.647%         |
| 8          | 2018/09/02 | 5.119%           | 5.670%         |
| 9          | 2018/09/08 | 4.389%           | 4.526%         |
| 10         | 2018/09/09 | 6.001%           | 7.388%         |
| 11         | 2018/09/15 | 5.506%           | 5.999%         |
| 12         | 2018/09/16 | 7.086%           | 8.275%         |
| 平均收視率 | 平均收視率 | 4.931%           | 5.564%         |

- 收視最低的集數以藍色表示，收視最高的集數以紅色表示，而空格則表示該集的收視沒有相關數據。

## 同時段競爭節目
- JTBC 《我的ID是江南美人》

## 外部連結
- 韓國OCN官方網站 （页面存档备份，存于）
- Voice2－Naver TV （页面存档备份，存于）
- 香港有線電視官方網站 （页面存档备份，存于）（繁體中文）

| OCN Original Series                         | OCN Original Series                      | OCN Original Series |
| ------------------------------------------- | ---------------------------------------- | ------------------- |
|                                             | Voice 2 （2018年8月11日－2018年9月16日） |                     |
| Life on Mars （2018年6月9日－2018年8月5日） | Player （2018年9月29日－2018年11月11日） |                     |

| 香港 有線劇集台 星期六 21:00 - 23:00 · 6月22日 21:05-22:00 | 香港 有線劇集台 星期六 21:00 - 23:00 · 6月22日 21:05-22:00 | 香港 有線劇集台 星期六 21:00 - 23:00 · 6月22日 21:05-22:00 |
| ---------------------------------------------------------- | ---------------------------------------------------------- | ---------------------------------------------------------- |
|                                                            | 奪命殺聲 2 （2019年4月27日－2019年6月22日）                |                                                            |
| 獵豔情人 （2019年3月2日－2019年4月20日）                   | 權慾都市 （2019年6月22日－2019年9月7日）                   |                                                            |
| 香港 香港開電視 星期日 01:00 - 02:00                       |                                                            |                                                            |
| 科研法醫 （2020年3月22日－2020年5月31日）                  | 奪命殺聲 2 （2020年6月7日－2020年10月18日）                | 專業黑寡婦 （2020年11月15日－2021年1月31日）               |

| 臺灣 八大綜合台 星期六 22:30 - 00:00   | 臺灣 八大綜合台 星期六 22:30 - 00:00     | 臺灣 八大綜合台 星期六 22:30 - 00:00 |
| -------------------------------------- | ---------------------------------------- | ------------------------------------ |
|                                        | Voice 2 （2020年10月24日－2021年1月9日） |                                      |
| Voice （2020年7月4日－2020年10月17日） | 壞傢伙們 （2020年1月16日－2021年4月3日） |                                      |